# 牧内直哉
牧内 直哉（まきうち なおや、1967年5月23日 - ）は、日本のフリーアナウンサー、ラジオパーソナリティ、タレント。大阪府高槻市出身。フリーランスとして富山県で活動している。

## 略歴
高槻高校時代は生徒会長を務めていた。大学は日本大学芸術学部出身。落語研究会に所属していた。
1991年4月に富山エフエム放送（FMとやま）にアナウンサーとして入社。2006年3月にFMとやまを退社、フリーアナウンサー兼タレントとなる。ラジオパーソナリティや、テレビ番組の司会、ナレーション、サッカーや野球、ドッジボール、その他のスポーツ実況、ニュースやCMなどの原稿読み、イベントMC、雑誌原稿の執筆などマルチな活動をしている。
アマチュア落語家（自称）安野家仁楽斎（やすのやにらくさい）、劇団ばら団員（舞台俳優）としても活動中。

## 人物
自分で作った「フリートークは人生の切り売り」という言葉を座右の銘にしている。好きな女優は小芝風花、石田ゆり子、永作博美、釈由美子、小倉優子。好きなミュージシャンは山下達郎、サザンオールスターズ。
趣味は競馬、阪神タイガースの応援。特技は落語。好きな食べ物はギョーザ、ホルモン、プリン。
休日はたまっている洗濯をして過ごす。あとは日によっていろいろ。

## 現在の出演番組
FMとやま
- ラララ♪ばららくご

その他
- サンセット★ミュー（新川コミュニティ放送）
- 全国高等学校野球選手権富山大会（ケーブルテレビ富山） - 実況
- Jリーグサッカー中継・カターレ富山戦（DAZN） - 実況
- FMとやま 「金沢競馬･競馬乗馬体験会」の案内役
- Bリーグ中継（リーグ制作の公式映像。富山グラウジーズホームゲーム中心）

## 過去の担当・出演番組
放送局名がないものはFMとやまの番組。
- FMモーニングサロン
- 電リクパニック
- OHNENアイドリアン!
- 映画のレストラン
- 〜電話１本賞金ゲット〜未来大予想テレラジラ投票所
- マッキーのおまかせ!ナイトクラブ
- 日刊･週刊とやま県聞録
- bee!Honey Seven
- シネマの細道
- IN THE MORNING（金曜パーソナリティ、 - 2017年12月）
- 杉本英世のゴルフクリニック
- It's笑（しょう）タイム（ラジオたかおか）
- プロレス発!〜加賀・能登・越中行きエキスプレス〜（ラジオかなざわ）
- Michikoのスタジオパドック（ラジオななお）
- アイドル13（新川コミュニティ放送）
- ハッスル宅配便（チューリップテレビ）
- ぷれプレ!（ケーブルテレビ富山） - ナレーション
- とことん!とやまdeライフ（ケーブルテレビ富山） - ナレーション
- 富山やわやわ散歩（ケーブルテレビ富山）　- ナレーション